# Rule the World
Rule the World (englisch für „die Welt beherrschen“) ist ein Lied der britischen Boygroup Take That. Es erschien im Oktober 2007 und entstand für den Soundtrack zu Der Sternwanderer.

## Entstehung und Veröffentlichung
Geschrieben wurde das Lied gemeinsam von den Take-That-Mitgliedern Gary Barlow, Howard Donald, Jason Orange und Mark Owen. Für die Instrumentierung und Produktion zeichnete John Shanks verantwortlich. Die Aufnahmen erfolgten in den Londoner Abbey Road Studios. Barlow übernahm dabei den Leadgesang und steuerte auch Klavierpassagen bei. Neben der Instrumentierung Shanks, wurde am Schlagzeug Jeff Rothschild engagiert. Für die orchestralen Arrangements, die mit der Streichergruppe Millennia Ensemble eingespielt wurden, zeichnete Wil Malone verantwortlich.
Die Erstveröffentlichung von Rule the World erfolgte als Single am 22. Oktober 2007 bei Polydor. Diese erschien als digitale 2-Track-Single mit der B-Seite Stay Together. Drei Tage später erschien diese Singleausführung auch als CD sowie als erweiterte CD-Fassung (Katalognummer: 1751591), die um das Musikvideo erweitert wurde (Katalognummer: 06025 1751402). Am 9. November desselben Jahres erschien das Lied auf der sogenannten „Tour Edition“ von Take Thats vierten Studioalbum Beautiful World (Katalognummer: 174 713-3).
Aufmerksamkeit erlangte das Lied auch als Teil des Soundtracks zu Der Sternwanderer. Das Lied markierte dabei den ersten Beitrag zu einem Film-Soundtrack in der Karriere Take Thats.

## Liveaufführungen
Rule the World ist seit der Beautiful World Tour im Jahr 2007 fester Bestandteil der Konzerte von Take That. Das Lied wurde von der Gruppe auch am 19. November 2009 bei einem Benefizkonzert für Children in Need in der Londoner Royal Albert Hall aufgeführt, bei dem Gary Barlow das Stück seinem Vater widmete, der fünf Wochen zuvor verstorben war. Take That spielten das Lied bei der Abschlusszeremonie der Olympischen Sommerspiele 2012 in London, während die olympische Flamme erlosch. Die Darbietung des Lieds durch die Band während der Abschlusszeremonie wurde als inspirierend gelobt, angesichts des Verlusts von Gary Barlows totgeborener Tochter Poppy eine Woche zuvor.

## Musikvideos
Das offizielle Musikvideo zu Rule the World entstand unter der Regie von Barney Clay und zeigt Take That und die beteiligten Musiker, wie sie das Lied in den Abbey Road Studios einspielen. Eine zweite Version des Videos enthält zusätzlich Filmausschnitte aus Der Sternwanderer. Am 24. Mai 2022 wurde auf YouTube ein animiertes Lyrikvideo hochgeladen, in dem der Liedtext einer Sternschnuppe entlang verschiedener illustrierter Sehenswürdigkeiten auf der ganzen Welt folgt, darunter der Eiffelturm, das Taj Mahal, Mount Rushmore, die Freiheitsstatue, Big Ben und die Polarlichter.

## Rezensionen
Digital Spy lobte das Lied und meinte, es sei „eine große, ordentliche, wichtig klingende Ballade – die Klavierakkorde zittern vor Leidenschaft, die Streicher schwingen eindrucksvoll und jeder Schlag der Gitarre scheint vor Emotionen zu zittern – es bietet reichlich Beweise dafür, dass Gary Barlows Gespür für Melodien noch immer sehr intakt ist.“

## Kommerzieller Erfolg

### Chartplatzierungen
Rule the World erreichte im Vereinigten Königreich Rang zwei der Singlecharts und musste sich lediglich Bleeding Love von Leona Lewis geschlagen geben. Obwohl es kein Nummer-eins-Hit wurde, etablierte sich Rule the World als Dauerbrenner und platzierte sich 102 Wochen in den dortigen Singlecharts. Darüber hinaus erreichte es Top-10-Platzierungen in Irland (Rang 3) sowie in Italien und Kroatien (je Rang 6).
| ChartsChartplatzierungen     | Höchstplatzierung | Wochen |
| ---------------------------- | ----------------- | ------ |
| Deutschland (GfK)            | 15 (15 Wo.)       | 15     |
| Österreich (Ö3)              | 50 (3 Wo.)        | 3      |
| Schweiz (IFPI)               | 25 (15 Wo.)       | 15     |
| Vereinigtes Königreich (OCC) | 2 (102 Wo.)       | 102    |

| ChartsJahrescharts (2007)    | Platzierung |
| ---------------------------- | ----------- |
| Vereinigtes Königreich (OCC) | 5           |

| ChartsJahrescharts (2008)    | Platzierung |
| ---------------------------- | ----------- |
| Vereinigtes Königreich (OCC) | 44          |

| ChartsJahrescharts (2009)    | Platzierung |
| ---------------------------- | ----------- |
| Vereinigtes Königreich (OCC) | 123         |

### Auszeichnungen für Musikverkäufe
| Land/Region                  | Auszeichnungen für Musikverkäufe (Land/Region, Auszeichnung, Verkäufe) | Verkäufe  |
| ---------------------------- | ---------------------------------------------------------------------- | --------- |
| Vereinigtes Königreich (BPI) | 3× Platin                                                              | 1.800.000 |
| Insgesamt                    | 3× Platin ·                                                            | 1.800.000 |